# The 4-Skins
 The 4-Skins — британская oi!-панк-группа, образовавшаяся в Лондоне, Англия, в 1979 году и распавшаяся пять лет спустя, выпустив два студийных альбома и один концертный. Основными темами творчества группы были уличное насилие, полицейский произвол, коррупция в политике, война и безработица. Большинство участников группы были скинхедами , исключение составляли Стив Пиэр (игравший в рокабилли-стиле) и Хокстон Маккурт, один из главных идеологов мод-возрождения.
Состав группы постоянно менялся. В числе тех, кто прошел через него, были Рой Пирс (фронтмен The Last Resort) и гитарист Пол Свэйн, позже перешедший в Skrewdriver.

## История группы
The 4-Skins образовались в конце 1979 года в Alaska Rehearsal Rooms в Ватерлоо. Участники группы знали друг друга давно: все они болели за «Вест Хэм Юнайтед» (кроме Тома Маккорта, который топил за "Тоттенхэм Хотспур", но гонял за Inter City Firm), помогали устраивать концерты другим группам (Sham 69, Menace), состояли в Cockney Rejects Road Crew (песня последних «I am not a Fool» первоначально называлась «Road Сrew» и там они перечислялись по именам). Ходжес (по его словам), был одним из первых скинхедов Лондона («… когда нас было человек тридцать»).
Группа дебютировала с синглом «One Law For Them» (1981), но до этого трижды появлялась на классических (трех первых) Oi!-компиляциях, наряду с Cockney Rejects, Cock Sparrer, The Business и Angelic Upstarts. В числе её наиболее известных ранних песен — «Sorry», «Evil», «Chaos», «Plastic Gangsters», «A.C.A.B. (All Coppers Are Bastards)». Британская пресса в большинстве своем относилась к 4-Skins критически, делая упор прежде всего на симпатиях участников к крайне правым движениям (Гарри Хичкок, Гарри Ходжес, Стив Хармер и Пол Камминс были связаны с неонацистской организацией "Британское движение"), но в США оценили их взрывной потенциал:
Со времён Kick Out The Jams (MC5) винил не доносил до нас более мощной концертной записи, чем та, что предводители британского Oi!-панка представили на второй стороне своего дебютного альбома. Студийный материал 4-Skins сконструирован тщательнее и несколько проигрывает в живой, взрывной напряженности, но и тут группа на голову выше единомышленников. — Айра Роббинс, Rolling Stone/Trouser Press.
В 2007 году 4-Skins реформировались: к двум участникам первого состава, вокалисту Гари Ходжесу и басисту Стиву Хармеру присоединились Мик Геггус (Cockney Rejects, гитара) и Энди Расселл (ударные). В новом составе группа записала для сборника Kings of Streetpunk (G&R London Records) две песни («Chaos 2007» и «Glory Days»), а также выступила на берлинском фестивале Punk & Disorderly.
В 2008 году группа переименовалась в Gary Hodges’ 4-Skins. Этот состав дал три концерта – первый в Берлине, на фестивале Punk And Disorderly, второй в Аллентауне, на фестивале East Coast Oi Fest, третий в качестве хедлайнеров на последнем дне фестиваля Blackpool Rebellion в августе 2008. Затем были созданы две новые композиции и выложены в общий доступ на официальной веб-странице 4-Skins. Обе песни это каверы на творчество Slade – «Cum on Feel the Noize» и «Thanks for the Memories». В качестве следующего шага, группа решила возобновить свою активную деятельность. Помимо постоянных концертов, в 2010 году они выпустили новый альбом The Return, на германском лейбле Randale Records.

## Участники группы

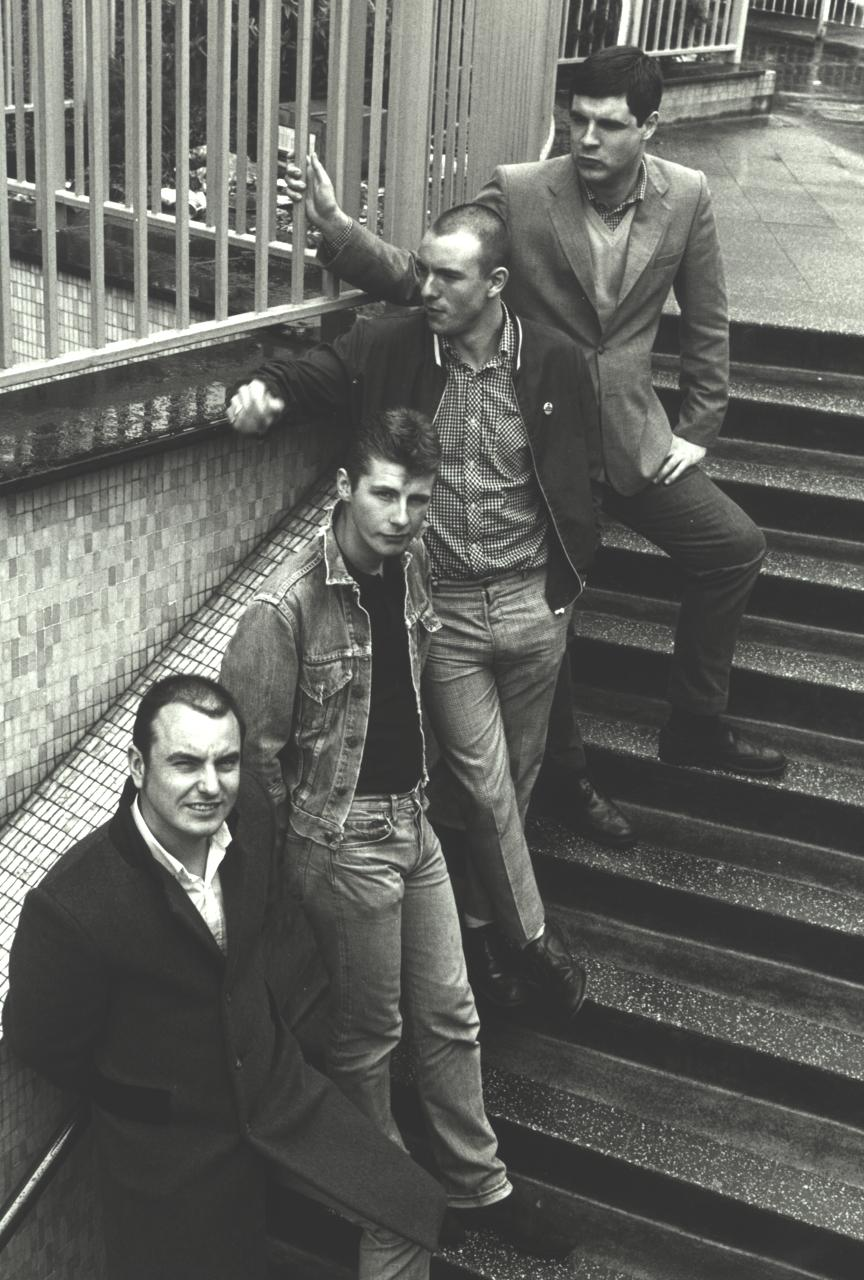
The 4-Skins (Олдгейт-Ист, Лондон, 1980 год)

### 1979-1980
- Хокстон Том Маккурт (гитара)
- Гари Ходжес (вокал)
- Стив «Эйч» Хармер (бас-гитара)
- Гари Хичкок (ударные)

### 1980-1981
- Хокстон Том Маккурт (бас-гитара)
- Гари Ходжес (вокал)
- Стив «Рокабилли» Пиэр (гитара)
- Джон Якобс (ударные)

### 1981-1983
- Хокстон Том Маккурт (бас-гитара)
- Тони «Пэнтер» Камминс (вокал)
- Джон Якобс (гитара/клавишные)
- Пит Эббот (ударные)

### 1983-1984
- Хокстон Том Маккурт (бас-гитара)
- Рой Пирс (вокал)
- Пол Суэйн (гитара)
- Иэн Брамсон (ударные)

### 2007
- Гари Ходжес (вокал)
- Стив «Эйч» Хармер  (бас-гитара)
- Мик Геггус (гитара)
- Энди Расселл (ударные)

## Дискография

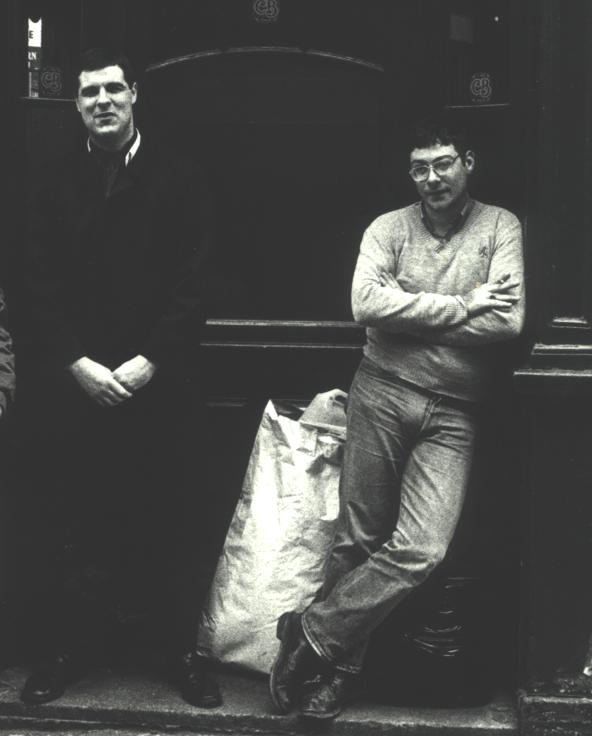
Хокстон Том Маккурт и Рой Пирс из The Last Resort, перешедшие в 4-Skins (Шордич, Лондон, 1983 год)

### Альбомы
- The Good, The Bad & The 4-Skins (Secret Records (SEC 4), 1982)
- A Fistful Of…4-Skins (Syndicate Records (SYN 1), 1983)
- From Chaos to 1984 (Live) (Syndicate Records (SYN LP 5), 1984)
- The Return (Randale Records (RAN 050), 2010)

### Синглы
- One Law For Them / Brave New World (Clockwork Fun, 1981)
- Yesterdays Heroes / Justice/Get Out Of My Life (Secret Records, 1981)
- Low Life / Bread Or Blood (Secret Records, 1982)
- Thanks For The Memories / Evil Conduct / The Way We Feel (Clockwork Firm/Randale Records 2009)

### Oi-компиляции
- Oi! The Album (EMI, 1980: «Wonderful World», «Chaos»)
- Strength Thru Oi! (Decca Records, 1981: «1984», «Sorry»)
- Carry On Oi! (Secret Records, 1981: «Evil»)
- Son Of Oi! (Syndicate Records, 1983: «On The Streets»)
- Lords Of Oi! (Dressed To Kill Records, 1997: «Clockwork Skinhead, Plastic Gangster, Summer Holiday»)
- Kings of Street Punk  (G&R London, 2007: «Glory Days, Chaos 2007»)

### Сборники
- A Few 4-Skins More, Vol.1 (Link Records, 1987)
- A Few 4-Skins More, Vol.2 (Link Records, 1987)
- The Wonderful World Of The 4-Skins (1987)
- The Best Of 4-Skins (1989)
- Clockwork Skinhead (2000)
- Singles & Rarities (Captain Oi! Records, 2000)
- The Secret Life of the 4-Skins (Captain Oi! Records, 2001)
- History Of... (Double CD, Taang Records, 2003)